# Club Deportivo Social Huando
El Social Huando es un club de fútbol de la ciudad de Huaral, capital de la Provincia de Huaral en el departamento de Lima. Fue fundado en 1950 y actualmente juega en la Liga Distrital de Huaral perteneciente a la Copa Perú. 
El club ejerce de local en el Estadio Julio Lores Colán, recinto de propiedad municipal, ubicado en Huaral y con una capacidad para 5.962 espectadores, en el cual juega sus partidos de local por la liga de huaral.
Su clásico rival histórico es Unión Huaral por ser el otro equipo de la ciudad. Cada encuentro de definición distrital comenzó a transformarse en el clásico huaralino.

## Historia
El Club Deportivo Social Huando fue fundado el 6 de julio de 1950. Durante la década de los 70 el nombre del equipo resonó en el ambiente futbolístico, dando paso al clásico huaralino con Unión Huaral.
Participó por primera vez en una Etapa Regional en la Copa Perú 1969 donde terminó en segundo lugar en la Región Centro detrás de Unión Ocopilla.
El momento cumbre de Social Huando fue cuando disputó la finalísima de la Copa Perú 1971 en la que se enfrentó a Cienciano del Cusco, Colegio Nacional de Iquitos, José Gálvez de Chimbote, Melgar de Arequipa y Unión Tumán de Chiclayo. La campaña del cuadro de Huando fue muy pobre quedando en el último lugar al perder los 5 partidos que disputó anotando 2 goles y recibiendo 14.
En 2018 terminó en último lugar en la liguilla por el descenso de la Liga de Huaral y descendió a la Segunda División distrital. En 2022 retornó a la Primera huaralina tras vencer en penales a Academia Saitmon por el tercer ascenso. Sin embargo, al año siguiente volvió a descender tras perder 1-0 en partido extra con Unión Huaral B. Al año siguiente no participó en la Segunda distrital.

## Rivalidades

### Clásico Huaralino
Deportivo Huando tiene una rivalidad de larga historia con el Unión Huaral, a lo largo de su historia parecía no tener mayores rivales a nivel distrital, pero el equipo que terminaba parándole el macho al 'Pelícano', por lo general, era Social Huando. Cada encuentro de definición distrital comenzó a transformarse en el Clásico Huaralino, hasta que la presencia de Huaral en el Descentralizado y la Segunda División hizo que la rivalidad se fuera apagando de a pocos.

## Estadio
Social Huando juega de local en el Estadio Julio Lores Colán de Huaral, recinto que pertenece a la Municipalidad de Huaral.

## Palmarés

### Torneos regionales
- Liga Departamental de Lima (2): 1968, 1970.
- Liga Distrital de Huaral: 1968, 1969, 1970, 1971.
- Subcampeón de la Liga Departamental de Lima: 1969.